# Петниста риба лопата
Brachionichthys hirsutus е вид лъчеперка от семейство Brachionichthyidae. Видът е критично застрашен от изчезване.

## Разпространение
Разпространен е в Австралия.